# Carl Icahn
Pour les articles homonymes, voir Icahn.
Carl Celian Icahn, né le 16 février 1936 dans le Queens (New York), est un homme d'affaires américain. 
Au 27 août 2019, la valeur nette de l'activiste investisseur était estimée à près de 17,5 milliards de dollars par Forbes.

## Biographie
Icahn vient d'une famille juive du quartier de Queens à New York. Sa mère était institutrice et son père hazzan (chantre dans des synagogues). Il étudia à l'université de Princeton et la médecine à l'université de New York qu'il abandonna avant d'obtenir son diplôme. Après avoir abandonné, il a rejoint l'armée en 1960. Comme beaucoup d'autres dans les années 1980, il a constitué sa fortune en partie grâce aux junk bonds du financier Michael Milken. Sa façon de procéder est bien connue : il acquiert entre 5 % et 10 % des actions d’une entreprise, envoie une lettre méprisante à l’endroit de la direction actuelle de la société, la lettre faisant également valoir qu’il détient la solution à toutes les difficultés qu’il perçoit dans l’entreprise en question. Si l’entreprise n’obtempère pas immédiatement, il menace de tenir une course aux procurations (proposition d’une liste de candidats — favorables à l’activiste — à l’élection des administrateurs), et si aucune entente n’est possible, il met sa menace à exécution et en sort habituellement gagnant. 
Icahn a été membre du conseil d'administration de Blockbuster, est propriétaire d'American Real Estate Partners (en), XO Communications et American Railcar et possède des actions dans bon nombre d'autres sociétés comme National Energy Group, Hollywood Entertainment ou Yahoo!.
Le 20 juin 1997, Icahn parvint à s'emparer du conseil d'administration de Marvel et occuper le poste de PDG pendant quelques mois.
En 2005, Icahn porta sa participation dans le capital de Time Warner à hauteur de 3,3 % et essaya de mener une partie des actionnaires contre le projet de l'actuel PDG, Mr. Parsons. Ceci échoua et, en 2006, Icahn jette désormais son dévolu sur une entreprise de tabac sud-coréenne en lançant une OPA à 10 milliards de dollars.
En 2008, étant un important actionnaire de Yahoo!, il manifeste son mécontentement à la suite du refus de l'OPA, proposée par Microsoft, pour le moteur de recherche. Le 6 août 2008, il devient membre du conseil d'administration de Yahoo.
En 2011, il fait l'acquisition de Commercial Metals, dont il est déjà le principal actionnaire.
En 2013, il rachète pour un peu plus d’un milliard de dollars d’actions Apple, il en devient un des principaux actionnaires.
Carl Icahn est également le propriétaire d'American Real Estate Partners, XO Communications et d'American Railcar.
Par ailleurs, il possède des actions dans plusieurs autres sociétés comme National Energy Group, Hollywood Entertainment ou Yahoo!.
Icahn Enterprises L.P. est une société holding diversifiée qui opère dans plusieurs secteurs tels que l'investissement, l'automobile, l'énergie, les métaux, l'immobilier…
En 2014, étant actionnaire de eBay à hauteur de 0,82 %, il demande à eBay que sa filiale Paypal devienne une société autonome pour maximiser le potentiel de cette dernière. À cette date, Paypal appartenait à eBay, qui l'avait rachetée. PayPal et eBay ont depuis lors été séparés.
En 2015, il réalise un profit de 1,6 milliard de dollars en revendant ses parts acquises quelques années plus tôt dans Netflix. Il avait acquis fin 2012 5,5 millions d'actions NFLX au prix de 58 dollars unitaires. 
En 2016, il reproduit la même stratégie chez Xerox, dont il détient plus de 8 % : la société est scindée en deux, dont l'activité historique de spécialiste du traitement documentaire d'un côté, et les services aux entreprises de l'autre.
En 2016, il est nommé conseiller du président Donald Trump.
En mars 2016, Carl Icahn sort la Trump Entertainment Resorts de la faillite en la rachetant pour $82,5 millions. Il est nommé par la suite, le 21 décembre 2016, conseiller spécial de Donald Trump pour l'assister dans la réforme des régulations de l'économie américaine. Il quitte ce poste le 18 août 2017,.
Oliver Stone s'inspire de Carl Icahn pour son film Wall Street, tourné à la fin des années 1980.

## Carl Icahn et paradis fiscal
Comme onze autres proches conseillers, soutiens ou donateurs de Donald Trump, parfois devenus membres de son cabinet, Carl Icahn est considéré par le Consortium international des journalistes d'investigation (ICIJ) comme un homme d'affaires de Wall Street proche allié du président républicain, et comme bénéficiant des réseaux de paradis fiscaux[pas clair]. 
Les autres conseillers et/ou donateurs dans ce cas, auxquels Donald Trump est également redevable, et qu'il a souvent appelés voire nommés près de lui durant son mandat de président, sont Stephen Schwarzman, Wilbur Ross, les frères Koch, Rex Tillerson, Paul Singer, Sheldon Adelson, Thomas J. Barrack Jr., Gary Cohn, Robert Mercer, Geoffrey Harrison Palmer et Randal Quarles.

## Vie privée
Il est marié depuis mai 1999 avec Gail Golden. Il vit dans le Queens à New York City, New York, États-Unis.
Il a eu plusieurs enfants : Brett et Michelle. Carl Icahn est de confession juive.

## Philanthropie
En 2010, Carl Icahn s'est joint à la fondation The Giving Pledge avec le PDG de Facebook Mark Zuckerberg ainsi que Bill Gates (Microsoft) et l'homme d'affaires Warren Buffett.